# 躬耕
《躬耕》，是中国河南省南阳市文联和南阳市作家协会主办的一家在全国出版发行的文学刊物。
1982年4月南阳地区文联创办，综合性文学杂志，16开本，双月刊。刊名取自诸葛亮《前出师表》中“臣本布衣，躬耕南阳”。其前身是创刊于1978年的《南阳文艺》。